# Spot (produttore)
Spot, pseudonimo di Glen Lockett (Los Angeles, 1º luglio 1951 – Sheboygan, 4 marzo 2023), è stato un produttore discografico e polistrumentista statunitense.
È stato il primo bassista del gruppo hardcore punk Black Flag, oltre che produttore e ingegnere del suono dell'etichetta discografica SST Records. Ha registrato, mixato e prodotto album di Black Flag, Minutemen, Meat Puppets, Hüsker Dü, Saint Vitus, The Descendents, Minor Threat, Misfits, Big Boys e The Dicks. Attorno al 1987 ha iniziato ad interessarsi alla musica celtica, imparando a suonare veri strumenti tipici come fiddle, tin whistle e mandola.
Nel 1991 formò il trio Spot Removal insieme a Julia Austin e Dave Cameron. Anche se il gruppo ebbe breve vita e non registrò album, nel 1996 Spot pubblicò una raccolta di outtake della band, intitolata Removals..., Other Isms. Nel 1998 si unì ad alcuni altri musicisti nei This Bike Is a Pipe Bomb per un tour nazionale; nell'estate del 1999 uscì l'unico album di Spot con la band, Dance Party With.... Alla fine degli anni novanta Spot formò un nuovo complesso, i DeLorean Mechanics, assieme a Tom Topkoff e Dave Cameron, con cui pubblicò l'omonimo DeLorean Mechanics nel 2001, appena prima dello scioglimento. In seguito Spot proseguì la propria carriera con alcuni concerti solisti e assieme a The Woggles, Guitar Wolf e Mike Watt.

## Discografia

### Solista

#### Album studio
- 1987 - Picking Up Where I Left Off
- 2000 - Unhalfbaking

#### Singoli e EP
- 1992 - Yo! Marry Me!/Caca Boudin Popo Pipi
- 1996 - Avcdefg

### Con gli Artless Entanglements

#### Album studio
- 1987 - A Collection of Vintage Spotness

### Con i Nig-Heist

#### Album studio
- 1984 - Snort My Load

#### Raccolte
- 1997 - Nig-Heist

#### Singoli
- 1982 - Walking Down the Street

### Con i DeLorean Mechanics

#### Album studio
- 2001 - DeLorean Mechanics

### Con gli Spot Removal

#### EP
- 1996 - Removals.., Other Isms

### Con i This Bike Is a Pipe Bomb

#### Album studio
- 1999 - Dance Party With...

### Altri album
- 1982 - Chaos UK, Chaos UK - batteria
- 1988 - The Texas Instruments, Sun Tunnels - fiddle
- 1991 - Crust, Crust/Sacred Heart of Crust - banjo, chitarra, mandolino
- 1992 - AA.VV., Across the Great Divide: The Songs of Jo Carol Pierce - chitarra acustica, chitarra elettrica, voce
- 1995 - Mike Watt, Ball-Hog or Tugboat? - mandolino, viola
- 1996 - Cerebros Exprimidos, Demencia - chitarra acustica
- 1996 - AA.VV., In Defense of Animals - viola
- 1996 - The McRackins, In on the Yolk! - batteria